# Кирилл и Мария Радонежские

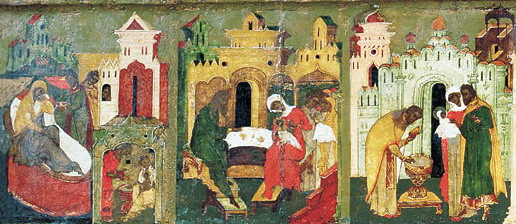
Родители и младенец Варфоломей:
1. Рождение. 2. У колыбели. 3. Крещение.
Фрагмент ярославской иконы середины XVII века «Сергий Радонежский с житием».
Ярославский музей-заповедник

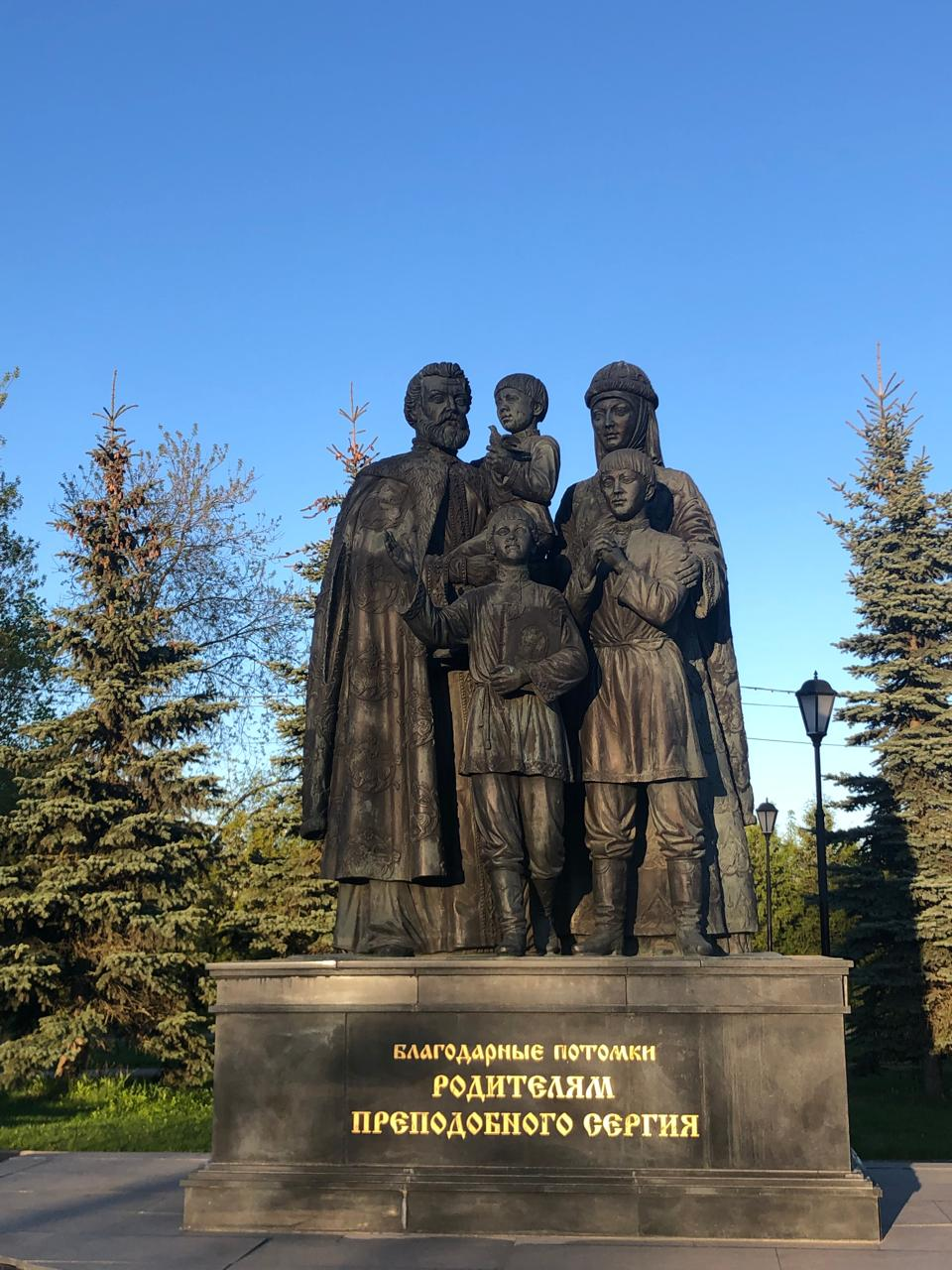
Памятник установлен к 700-летию со дня рождения Сергия Радонежского. Скульптор К.Р. Чернявский. Сергиев Посад.

Кири́лл и Мари́я Ра́донежские (ум. 1337) — преподобные Русской православной церкви, родители величайшего подвижника Русской земли преподобного Сергия Радонежского.

## Жизнеописание
Кирилл и Мария жили в конце XIII — начале XIV века в Ростовском княжестве, по преданию, владели имением на берегу реки Ишни в 4 км от Ростова. Кирилл был знатным чистокровным русским боярином ростовских князей Константина Борисовича, а после Василия Константиновича, не раз сопровождавшим их в поездках в Золотую Орду. Возможно, близость рода преподобного Сергия по отцу и Вельяминовых объясняется их происхождением от общего предка — варяга Шимона — строителя Успенского собора Киево-Печерского монастыря. О происхождении рода преподобного Сергия от варяга Шимона, помимо косвенных данных, упоминаний семьи боярина Кирилла как Симоновых и т. д., говорит и предание, записанное в середине XIX века краеведом Ростова Великого Александром Артыновым.
Происхождение Марии неизвестно, хотя можно предполагать её происхождение и от простых русских людей, и от знатных татар, возможно, чингизидов. Муж сестры Марии, переселившийся вместе с Кириллом в Радонеж, — Дюдень, из многочисленных тогда в Ростове знатных крещёных татар. Подобно современным кряшенам, браки их обычно заключались внутри их общины, а исключения из этого правила были результатом очень большой любви. Среди переселившихся с боярином Кириллом в Радонеж родственников Марии был и Тормос. В то время прозвища (нехристианские имена) в официальных документах использовались только в отношении христиан из знатных людей. Но возможно, что оба знатных родственника Марии татарского происхождения — не только муж её сестры Дюдень, который не мог бы жениться на сестре Марии, будучи кровным родственником, но и Тормос — не были её кровными родственниками, поэтому и нельзя полностью исключать происхождение Марии из простых русских людей или других этносов Ростовской или Волынской земель.
Супруги предпочитали жить не в городе, а на селе, и их дети, несмотря на боярское происхождение, росли в трудах и заботах обычных селян, стали мастерами на все руки. Кирилл и Мария строго следовали церковным правилам, молились и вместе ходили в церковь, помогали неимущим, принимали странников. Во время беременностей Мария соблюдала пост, избегала мяса, рыбы и молока, питаясь лишь хлебом и растительной пищей. У них были дети Стефан, Варфоломей (будущий Сергий Радонежский), Пётр и Анна (Анна упоминается историком Крючковым, в других же источниках Анна — жена Стефана). Согласно житию, когда Мария была в церкви, беременная Варфоломеем, тот трижды воскликнул громким голосом в материнском чреве. С первых дней жизни младенец Варфоломей всех удивлял постничеством: по средам и пятницам он совсем ничего не ел, а в другие дни отказывался от материнского молока, если Мария ела мясо.
Варфоломей, когда ему было около 12 лет, попросил у родителей благословения на монашество, те не возражали, но просили подождать до их смерти. Около 1328 года, по современным данным сайта Свято-Троицкой Сергиевой лавры — около 1340 года, его родители после обнищания из-за длительного голода в Ростовской земле переселились в Московское княжество — в Радонеж, где жили близ церкви Рождества Христова, куда пригласил родственника боярина Кирилла — иеродиакона Онисима, впоследствии одного из первых учеников преподобного Сергия в Свято-Троицкой обители — московский тысяцкий Протасий Фёдорович. Кирилл должен был получить поместье, но по старости не мог служить князю, и эту обязанность принял на себя старший сын Стефан.
В конце жизни Кирилл и Мария вместе приняли сначала иноческий постриг, а потом и схиму в Хотьковском Покровском монастыре в 3 км от Радонежа, в то время одновременно мужском и женском. За ними, уже немощными, ухаживал Стефан, также поселившийся в монастыре после смерти своей жены. Умерли в 1337 году (не позже начала 1340 годов) в старости, после болезней, благословив Варфоломея на иноческий подвиг. Дети похоронили их в Покровском соборе, где и поныне находятся их мощи, и преподобный Сергий перед принятием важных решений и перед своими опасными в то время из-за разбойников и диких зверей дальними пешими переходами, часто в одиночку, по Русской земле обязательно посещал место их упокоения.

## Почитание

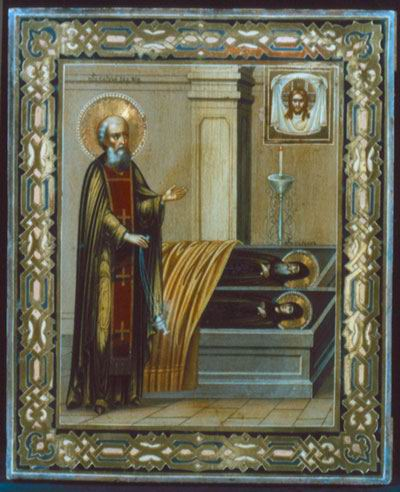
Преподобный Сергий Радонежский перед гробами родителей. Икона XIX века

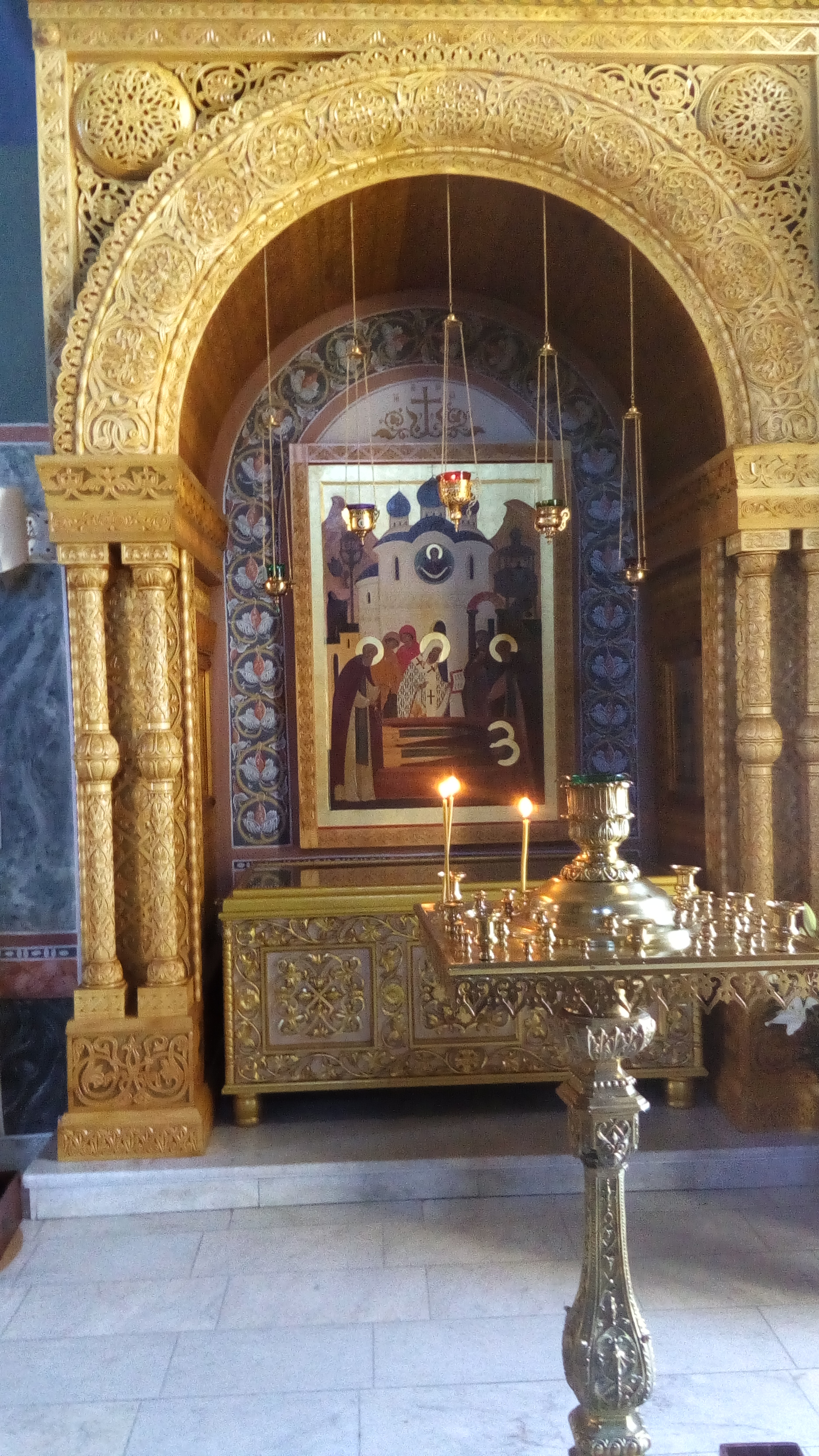
Рака с мощами преподобных Кирилла и Марии в Покровском соборе Хотькова монастыря

Уже в XIV веке в лицевом житии преподобного Сергия родители его изображены с нимбами. К XIX веку почитание их распространилось по России, о чём свидетельствуют месяцесловы того времени, к ним шли за исцелением. 3 апреля 1992 года, в год празднования 600-летия со дня преставления преподобного Сергия, на Архиерейском соборе Русской Православной Церкви состоялось общецерковное прославление схимонаха Кирилла и схимонахини Марии. Празднование памяти преподобных Кирилла и Марии 28 сентября (11 октября) и 18 (31) января, а также в соборы Ростовских и Радонежских святых.